# Glebocarcinus
Glebocarcinus (лат.) — род морских крабов из семейства Cancridae. Карапакс широкий, овальной формы, ширина превосходит длину, клешни крупные. Минимальная длина карапакса 2,5 см. (Glebocarcinus amphioetus), максимальная 36,5 мм (Glebocarcinus oregonensis). Обитают в северной части Тихого океана от восточного побережья Азии (Приморский край, Япония, Корея, Китай) до западного побережья Северной Америки от Аляски до Мексики. Донные животные, встречаются от тропических до полярных вод, на глубине от 0 до 435 м. Они безвредны для человека, их охранный статус не оценивался, объектами промысла не являются.

## Виды
На май 2024 года в род включают три современных и один вымерший вид:
- Glebocarcinus amphioetus (Rathbun, 1898)
- Glebocarcinus kashini Marin, Maiorova & Korn, 2018
- Glebocarcinus oregonensis (Dana, 1852)
- † Glebocarcinus helveticus Fraaije et al. 2010